# Fußball-Verband Mittelrhein
Der Fußball-Verband Mittelrhein e. V. (FVM) ist die Dachorganisation aller 1.045 Fußballvereine im Bereich Mittelrhein, der die Fußballkreise Aachen, Berg, Bonn, Düren, Euskirchen, Heinsberg, Köln, Rhein-Erft und Sieg umfasst. Er wurde 1946 als Fußball-Verband Rheinbezirke gegründet und trägt seit 1951 seinen heutigen Namen. Mit derzeit 404.119 Mitgliedern in 1.051 Vereinen ist der FVM der siebtgrößte der 21 Landesverbände im Deutschen Fußball-Bund.
Sitz des FVM ist seit dem Umzug zum 1. Januar 2012 die verbandseigene Sportschule in Hennef. An der Spitze des Verbandes steht seit dem Verbandstag am 18. Juni 2022 Christos Katzidis als Präsident. Ehrenpräsident ist Alfred Vianden.

## Gliederung

### Fußballkreise
Das Verbandsgebiet, welches in etwa dem Regierungsbezirk Köln entspricht, gliedert sich in 9 Fußballkreise:
- Kreis Köln
- Kreis Bonn
- Kreis Sieg
- Kreis Berg
- Kreis Euskirchen
- Kreis Rhein-Erft
- Kreis Aachen
- Kreis Düren
- Kreis Heinsberg

### Ligasystem
Der FVM verwaltet folgende Ligen:
Senioren:
- Mittelrheinliga (5. Liga)
- die Landesligen Mittelrhein (zwei Staffeln, 6. Liga)
- die Bezirksligen Mittelrhein (vier Staffeln, 7. Liga)

Darunter folgen die Kreisligen, die von den einzelnen Fußballkreisen organisiert werden.
Junioren:
- Mittelrheinliga (A-Jugend)
- Bezirksliga (A-Jugend)
- Mittelrheinliga (B-Jugend)
- Bezirksliga (B-Jugend)
- Mittelrheinliga (C-Jugend)
- Bezirksliga (C-Jugend)
- Bezirksliga (D-Jugend)

Darunter folgen die Sonder-, Leistungs- und Normalklassen, die von den einzelnen Fußballkreisen organisiert werden.

## Vereine des FVM in höheren Ligen | Saison 2025/26

### Männer-Fußball
| Nationale Ligaebene | Bezeichnung       | Anzahl | Vereine                                   |
| ------------------- | ----------------- | ------ | ----------------------------------------- |
| 1                   | 1. Bundesliga     | 2      | Bayer 04 Leverkusen, 1. FC Köln           |
| 2                   | 2. Bundesliga     | 0      |                                           |
| 3                   | 3. Liga           | 2      | Alemannia Aachen, Viktoria Köln           |
| 4                   | Regionalliga West | 3      | 1. FC Köln II, SC Fortuna Köln, Bonner SC |

### Frauen-Fußball
| Nationale Ligaebene | Bezeichnung              | Anzahl | Vereine                                                                     |
| ------------------- | ------------------------ | ------ | --------------------------------------------------------------------------- |
| 1                   | 1. Frauen-Bundesliga     | 2      | 1. FC Köln, Bayer 04 Leverkusen                                             |
| 2                   | 2. Frauen-Bundesliga     | 0      |                                                                             |
| 3                   | Frauen-Regionalliga West | 4      | 1. FC Köln II, SC Fortuna Köln, Vorwärts Spoho Köln, Bayer 04 Leverkusen II |

### Männer-Futsal
| Nationale Ligaebene | Bezeichnung       | Anzahl | Vereine                                |
| ------------------- | ----------------- | ------ | -------------------------------------- |
| 1                   | Futsal-Bundesliga | 1      | Futsal Panthers Köln                   |
| 2                   | Futsal-Liga West  | 2      | Alemannia Aachen, FC Gütersloh-Futsal, |

## Schiedsrichter des FVM
Der Fußballverband Mittelrhein beheimatet als Dachverband verteilt auf die Fußballkreise ca. 2500 Schiedsrichter. Aktiver Spitzenschiedsrichter mit über 130 Spielen in der Bundesliga ist Sascha Stegemann. Laura Duske vertritt den Verband in der Frauen-Bundesliga.
Talentierte Nachwuchsschiedsrichter können mit sehr guten Leistungen Teil von Förderstrukturen des Verbandes werden. Die Förderstruktur umschließt die Elite-Kader des „Verbandförderkaders“ sowie des „Perspektivkaders“. Die Referees nehmen an regelmäßigen Lehrgängen unter anderem an der Sportschule Hennef teil sowie werden bei ihren Spielleitungen beobachtet und gecoached. In der Sommerpause findet ein Trainingslager mit Teilnahme am Dana-Cup in Dänemark statt.

## Pokale
Senioren:
- Bitburger-Pokal (Männer)
- Ford-Pokal (Frauen)

Junioren/Juniorinnen:
- FVM-Pokal (A-Junioren)
- ARAG-Jugendpokal (B-Junioren, C-Junioren, D-Junioren)
- ARAG-Jugendpokal (B-Juniorinnen, C-Juniorinnen)

## Sportschule Hennef
Der FVM ist Träger der Sportschule Hennef. Diese zählt zu den europaweit führenden Sportschulen und ist neben der Kernsportart Fußball Bundesleistungszentrum für die Sportarten Boxen und Ringen sowie Landesleistungszentrum für Gewichtheben und Judo. Aufgrund der zahlreichen Besuche der deutschen Fußballnationalmannschaft, unter anderem vor der Weltmeisterschaft 1954, 2005 die Argentinische Fußballnationalmannschaft sowie namhafter Spitzenteams unterschiedlichster Sportarten aus dem In- und Ausland erlangte die Sportschule Hennef auch überregionale Bekanntheit. 
Die Grundsteinlegung der Sportschule erfolgt am 1. Oktober 1949, ehe sie im Sommer 1950 bezugsfertig wurde. Nach einer umfassenden Modernisierung von einem Gesamtvolumen von 6,8 Millionen Euro im Rahmen der Weltmeisterschaft 2006, zu welcher sich jedoch keine der teilnehmenden Nationen beschloss, ihr Quartier in der Sportschule zu beziehen, verfügt diese über 3 Rasenplätze, einen Kunstrasenplatz, eine Kunstrasenhalle, zwei Mehrzweckhallen, jeweils eine Spezialhalle für die Sportarten Judo, Boxen, Ringen und Gewichtheben, einen Kraftraum, ein Freibad (50-m-Bahnen) mit Zehnmeterturm und ein Hallenbad (25-m-Bahnen), neun Seminarräume und einen modernen EDV-Raum sowie die großzügige Aula. Zudem verfügt sie über 200 Betten in vier unterschiedlichen Kategorien.